# Togo Bascuñán
Togo Bascuñán Olave (* 5. Juni 1905 in San Rafael; † 28. Mai 1990 ebenda) war ein chilenischer Fußballspieler. Der Abwehrspieler war einer der Gründer des CSD Colo-Colo. 

## Karriere
Togo Bascuñán begann seine Karriere beim CD Magallanes. Zusammen mit Rädelsführer David Arellano gehörte der Abwehrspieler 1925 zu den Gründern des neuen Vereins CSD Colo-Colo, der heute Rekordmeister Chiles ist. Sein Debüt für Colo-Colo gab Bascuñán am 31. Mai 1925 gegen den English FC, rund einen Monat nach der formellen Gründung des Vereins. Mit den Albos, wie der Verein aufgrund der weißen Spielbekleidung auch genannt wird, gewann er 1925 ungeschlagen die Liga Metropolitana und in den Folgejahren gewann der Klub weitere Titel. Bascuñán spielte bis zu seinem Karriereende bei dem Klub. Er war das einzige Gründungsmitglied, das noch aktiv im professionellen Fußball spielte.

## Erfolge
Colo-Colo
- Liga Metropolitana: 1925
- Liga Central de Football: 1928, 1929
- División de Honor: 1930
- Campeonato de Apertura: 1933